# ژیمناستیک در المپیک تابستانی ۱۹۷۶
ژیمناستیک در بازی‌های المپیک تابستانی ۱۹۷۶ نام رویداد ورزش ژیمناستیک در بازی‌های المپیک تابستانی بود که در سال ۱۹۷۶ برگزار شد. در این مسابقات ژیمناستیک هنری برگزار شد. ۱۴ مسابقه برگزار شد که ۸ عدد برای مردان و ۶ عدد برای زنان بود. تمام مسابقات در مونترال از ۱۸ تا ۲۳ ژوئیه برگزار شد.

## نتایج

### مردان
| بازی‌ها             | طلا | نقره | برنز |
| انفرادی تمام اسباب | نیکولای آندریانف · اتحاد شوروی                                                                               | سواو کاتو · ژاپن | میتسوئو تسوکاهارا · ژاپن                                                                                 |
| تیمی تمام اسباب    | ژاپن (JPN) · شون فوجیموتو · هیساتو ایگاراشی · هیروشی کاجییاما · سواو کاتو · ایزو کنموتسو · میتسوئو تسوکاهارا | اتحاد شوروی (URS) · نیکولای آندریانف · الکساندر دیتیاتین · گنادی کریسین · ولادیمیر مارچنکو · ولادیمیر مارکلوف · ولادیمیر تیخانوف | آلمان شرقی (GDR) · رولاند بروکنر · راینر هانشکه · برند یاگر · وولفگانگ کلوتز · لوتز ماک · میشائل نیکولای |
| حرکات زمینی        | نیکولای آندریانف · اتحاد شوروی                                                                               | ولادیمیر مارچنکو · اتحاد شوروی                                                                                                   | پیتر کورمان · ایالات متحده آمریکا                                                                        |
| بارفیکس            | میتسوئو تسوکاهارا · ژاپن                                                                                     | ایزو کنموتسو · ژاپن | ابرهارد گینگر · آلمان غربی                                                                               |
| بارفیکس            | میتسوئو تسوکاهارا · ژاپن                                                                                     | ایزو کنموتسو · ژاپن | آنری بوئریو · فرانسه                                                                                     |
| میله پارالل        | سواو کاتو · ژاپن                                                                                             | نیکولای آندریانف · اتحاد شوروی                                                                                                   | میتسوئو تسوکاهارا · ژاپن                                                                                 |
| خرک حلقه           | زولتان ماگیار · مجارستان                                                                                     | ایزو کنموتسو · ژاپن | نیکولای آندریانف · اتحاد شوروی                                                                           |
| خرک حلقه           | زولتان ماگیار · مجارستان                                                                                     | ایزو کنموتسو · ژاپن | میشائل نیکولای · آلمان شرقی                                                                              |
| دارحلقه            | نیکولای آندریانف · اتحاد شوروی                                                                               | الکساندر دیتیاتین · اتحاد شوروی                                                                                                  | دانوت گرکو · رومانی                                                                                      |
| پرش از خرک         | نیکولای آندریانف · اتحاد شوروی                                                                               | میتسوئو تسوکاهارا · ژاپن | هیروشی کاجییاما · ژاپن                                                                                   |

### زنان
| بازی‌ها             | طلا | نقره | برنز                                                                                                   |
| انفرادی تمام اسباب | نادیا کومانچی · رومانی                                                                                         | نلی کیم · اتحاد شوروی                                                                                                | لودمیلا توریسشوا · اتحاد شوروی                                                                         |
| تیمی تمام اسباب    | اتحاد شوروی (URS) · ماریا فیلاتوا · اسوتلانا گروزدووا · نلی کیم · اولگا کوربت · الویرا سادی · لودمیلا توریسشوا | رومانی (ROM) · نادیا کومانچی · ماریانا کنستانتین · جورجتا گابور · آنکا گریگوراش · گابریلا تروشکا · تئودورا اونگورانو | آلمان شرقی (GDR) · کارولا دومبک · گیتا اشر · کرستین گرشائو · آنجلیکا هلمان · ماریون کیشه · استفی کراکر |
| چوب موازنه         | نادیا کومانچی · رومانی                                                                                         | اولگا کوربت · اتحاد شوروی                                                                                            | تئودورا اونگورانو · رومانی                                                                             |
| حرکات زمینی        | نلی کیم · اتحاد شوروی                                                                                          | لودمیلا توریسشوا · اتحاد شوروی                                                                                       | نادیا کومانچی · رومانی                                                                                 |
| پارالل ناهم‌سطح     | نادیا کومانچی · رومانی                                                                                         | تئودورا اونگورانو · رومانی                                                                                           | مارتا اگرواری · مجارستان                                                                               |
| پرش از خرک         | نلی کیم · اتحاد شوروی                                                                                          | لودمیلا توریسشوا · اتحاد شوروی · کارولا دومبک · آلمان شرقی                                                           | مدال داده نشد                                                                                          |

## جدول مدال‌ها
| رتبه  | کشور                | طلا | نقره | برنز | مجموع |
| ۱     | اتحاد شوروی         | ۷   | ۸    | ۲    | ۱۷    |
| ۲     | ژاپن                | ۳   | ۴    | ۳    | ۱۰    |
| ۳     | رومانی              | ۳   | ۲    | ۳    | ۸     |
| ۴     | مجارستان            | ۱   | ۰    | ۱    | ۲     |
| ۵     | آلمان شرقی          | ۰   | ۱    | ۳    | ۴     |
| ۶     | فرانسه              | ۰   | ۰    | ۱    | ۱     |
| ۶     | آلمان غربی          | ۰   | ۰    | ۱    | ۱     |
| ۶     | ایالات متحده آمریکا | ۰   | ۰    | ۱    | ۱     |
| مجموع | مجموع               | ۱۴  | ۱۵   | ۱۵   | ۴۴    |